# Yina Moe-Lange
Yina Moe-Lange (Tokio, 22 mei 1993) is een Deense voormalige alpineskiester. Ze nam eenmaal deel aan de Olympische Winterspelen, maar behaalde geen medaille. 

## Carrière
Moe-Lange won haar eerste FIS-race op 2 januari 2010 in Keystone. Ze is zo de jongste Deense alpineskiester die ooit een FIS-wedstrijd won (op een leeftijd van 16 jaar en 225 dagen). Ze nam nog nooit deel aan een wereldbekerwedstrijd.
Op de Olympische Winterspelen 2010 in Vancouver was een 47e plaats op de reuzenslalom haar beste resultaat.

## Resultaten

### Olympische Spelen
| Jaar | Plaats    | Resultaten                  |
| ---- | --------- | --------------------------- |
| 2010 | Vancouver | 47e Reuzenslalom 52e Slalom |

### Wereldkampioenschappen
| Jaar | Plaats            | Resultaten       |
| ---- | ----------------- | ---------------- |
| 2015 | Vail/Beaver Creek | 61e Reuzenslalom |